# Zruč nad Sázavou
Zruč nad Sázavou (německy Srutsch an der Sasau) je město v okrese Kutná Hora ve Středočeském kraji. Žije v ní přibližně 4 800 obyvatel. Zruč má napojení po silnici II/126 na dálniční sjezd D1 Soutice 57 kilometrů od Prahy. Od Kutné Hory je vzdálena 32 kilometrů.

## Historie
První písemná zmínka o obci pochází z roku 1328, kdy Heřman z rodu Chvalovských z Ledec daroval podací kostelní právo ve Zruči pražskému Klášteru na Zderaze. Roku 1355 se jako patron zdejšího kostela uvádí Petr z Orlíka, jenž se o dvacet let později zval z Kolovrat.
Kolovraté ve Zruči sídlili téměř 200 let. Za vlády Kaleniců byla Zruč v roce 1561 povýšena na město. Jako městský znak byl pojat rodový erb Kaleniců – dva spojené stříbrné buvolí rohy na červeném štítě (tím je dodnes). Kalenicové přestavěli ve druhé polovině 16. století původní gotický hrad na renesanční zámek. Zámek i s celým panstvím jim však byl roku 1623 zkonfiskovám za účast Albrechta z Kalenic na stavovském povstání.
V roce 1781 zachvátil zámek požár, který zničil zámecký archiv a převážnou část výzdoby interiérů. Až v letech 1872–1878 nechal Jan Skrejšovský zámek opravit a to ještě ve slohu barokním. Další přestavba v letech 1891–1894, kterou nechal provést podnikatel v oboru železničního stavitelství Jan Schebek, se již nesla v romantickém stylu. Rod Schebků vlastnil zručský zámek až do roku 1948, kdy jim byl vyvlastněn. Dnes je zámek majetkem města.
Firmou Baťa byla 24. března 1939 podepsána smlouva o výstavbě na obuv. Prvním sortimentem, vycházejícím z bran zručského Baťova závodu, byla mužská a dámská obuv. A za války to byla tzv. bagančata, pracovní obuv na dřevěných podešvích. Po druhé světové válce, v roce 1953 se továrna přejmenovala na Sázavan Zruč, n. p. a produkovala kvalitní dětskou obuv, která se prodávala po celém světě. Díky tomuto závodu se Zruč rozrostla. Původní Baťovy plány s městem byly takové, že se Zruč bude rovnat velikostí i produkcí bot jeho zlínské továrně. Ve Zruči mělo stát letiště, nemocnice i vysoké školy. Po příchodu Němců v roce 1939 se plány nemohly uskutečnit a po znárodnění po roce 1945 nebyl tento záměr dále nerozvíjen. I nyní je Zruč rozdělena místním neoficiálním názvem na novou Zruč (Baťov) a starou Zruč.
V roce 1932 byly ve Zruči nad Sázavou evidovány tyto živnosti a obchody: lékař, autodoprava, biograf Sokol, výroba cementového zboží, cihelna, 3 cukráři, obchod s dobytkem, drogerie, družstvo pro rozvod elektrické energie, elektrotechnický závod, hodinář, 2 holiči, 7 hostinců, hotel, klempíř, knihkupec, kolář, košíkář, 2 kováři, kožešník, 7 krejčí, malíř, mlýn, obchod s obilím, obchod s obuví, 2 obuvníci, 3 pekaři, porodní asistentka, 4 řezníci, sedlář, skladiště, 8 obchodů se smíšeným zbožím, Občanská záložna, spořitelní a záložní spolek, obchod se střižním zbožím, tesařský mistr, 3 trafiky, 3 truhláři, velkostatek, 3 zámečníci, zubní ateliér.
V sedmdesátých letech 20. století byla v blízkosti města postavena vodní nádrž Švihov, kterou napájí řeka Želivka. Tato nádrž zásobuje pitnou vodou nejen Prahu, ale i široké okolí Zruče nad Sázavou a řeky Želivky. V obci Nesměřice (čtyři kilometry od Zruče) se nachází hráz této vodní nádrže.

## Obyvatelstvo
| Rok            | 1869  | 1880  | 1890  | 1900  | 1910  | 1921  | 1930  | 1950  | 1961  | 1970  | 1980  | 1991  | 2001  | 2011  | 2021  |
| -------------- | ----- | ----- | ----- | ----- | ----- | ----- | ----- | ----- | ----- | ----- | ----- | ----- | ----- | ----- | ----- |
| Počet obyvatel | 1 496 | 1 501 | 1 463 | 1 430 | 1 524 | 1 469 | 1 422 | 4 191 | 3 915 | 4 433 | 4 960 | 5 264 | 5 020 | 4 842 | 4 616 |
| Počet domů     | 211   | 222   | 223   | 227   | 224   | 238   | 284   | 495   | 536   | 707   | 817   | 1 001 | 1 104 | 1 161 | 1 217 |

## Městská správa

### Části města
Město Zruč nad Sázavou se skládá z pěti částí:
- Domahoř (k. ú. Zruč nad Sázavou)
- Dubina (k. ú. Zruč nad Sázavou)
- Nesměřice (i název k. ú.)
- Zruč nad Sázavou (i název k. ú.)
- Želivec (i název k. ú.)

### Územněsprávní začlenění
Dějiny územněsprávního začleňování zahrnují období od roku 1850 do současnosti. V chronologickém přehledu je uvedena územně administrativní příslušnost města (obce) v roce, kdy ke změně došlo:
- do 1849 země česká, kraj Čáslav, soudní okres Dolní Kralovice
- 1850 země česká, kraj Pardubice, politický okres Ledeč, soudní okres Dolní Kralovice[8]
- 1855 země česká, kraj Čáslav, soudní okres Dolní Kralovice
- 1868 země česká, politický okres Ledeč, soudní okres Dolní Kralovice
- 1939 země česká, Oberlandrat Německý Brod, politický okres Ledeč nad Sázavou, soudní okres Dolní Kralovice[9]
- 1942 země česká, Oberlandrat České Budějovice, politický okres Ledeč nad Sázavou, soudní okres Dolní Kralovice[10]
- 1945 země česká, správní okres Ledeč nad Sázavou, soudní okres Dolní Kralovice[11]
- 1949 Jihlavský kraj, okres Ledeč nad Sázavou[12]
- 1960 Středočeský kraj, okres Kutná Hora
- 2003 Středočeský kraj, obec s rozšířenou působností Kutná Hora

### Městské symboly
Znak města je historický, vlajka byla městu udělena rozhodnutím předsedy Poslanecké sněmovny Parlamentu České republiky dne 31. ledna 2002.

## Doprava
Dopravní síť
- Pozemní komunikace – Městem procházejí silnice II/125 Vlašim – Zruč nad Sázavou – Zbraslavice – Kutná Hora a silnice II/336 Uhlířské Janovice – Zruč nad Sázavou.
- Železnice – Město leží na styku železničních tratí 212 Čerčany – Světlá nad Sázavou a 235 Kutná Hora – Zruč nad Sázavou. Železniční trať 212 Čerčany – Sázava – Zruč nad Sázavou – Světlá nad Sázavou je jednokolejná regionální trať, doprava byla v úseku trati mezi Kácovem a Světlou nad Sázavou zahájena roku 1903. Na území města leží odbočná železniční stanice Zruč nad Sázavou a železniční zastávka Zruč nad Sázavou zastávka. Železniční trať 235 Kutná Hora – Zruč nad Sázavou je jednokolejná regionální trať, zahájení dopravy bylo roku 1905. Na území města leží kromě odbočné železniční stanice Zruč nad Sázavou i železniční zastávka Želivec.

Veřejná doprava 2011
- Autobusová doprava – Z města jezdily autobusové linky do těchto cílů: Dolní Kralovice, Vlašim (dopravce ČSAD Benešov), Čáslav, Kácov, Kutná Hora, Ledeč nad Sázavou, Praha, Sázava, Uhlířské Janovice, Zbraslavice (dopravce ARRIVA VÝCHODNÍ ČECHY).
- Železniční doprava – Tratí 212 jezdilo v pracovních dnech 15 párů osobních vlaků, o víkendu 11 párů osobních vlaků. Tratí 235 jezdilo v pracovních dnech 11 párů osobních vlaků, o víkendu 7 párů osobních vlaků.

## Hospodářství
S krachem obuvnického závodu Sázavan Zruč a faktickým ukončením obuvnické produkce v devadesátých letech 20. století došlo k ekonomické stagnaci města. S tím souvisela i zhoršená sociální situace obyvatelstva. Nově vzniklé malé živnosti neměly dostatečný odbyt. Nyní se situace pomalu zlepšuje. Město získalo 1. dubna 2004 investici japonské firmy ASMO, která vyrábí motorky do ostřikovačů, stahování okýnek, klimatizací a stěrače do aut. Působí zde firma na výrobu součástek do aut (TRW[zdroj?]), firma Variel, která vyrábí městské mobiliáře, armádní, technologické, mobilní kontejnery, anténní stožáry, telefonní budky, firma na výrobu zdravotnické obuvi aj.

### Služby
Ve městě funguje zdravotnické středisko, městská policie, státní policie a hasiči, ve městě jsou dvě benzínové pumpy. Pro děti slouží 2 mateřské školy, 2 základní školy a dále pak základní umělecká škola.
Ve Zruči se nachází supermarket TESCO, jemuž od roku 2013 konkuruje Penny Market, který byl postaven v jeho těsné blízkosti. Ve Zruči je několik restaurací, pizzerie, v hotelu Zruč se konají diskotéky a zábavy. Město provozuje Spolkový dům, knihovnu a nabízí k pronájmu částečně zrekonstruované prostory ve Zručském dvoře, což je bývalý hospodářský objekt a lihovar.
V letních měsících byly obnoveny projekce v letním kině v zámeckém příkopu, kde se nachází také stezka rytíře Miloty se spoustou herních prvků.

## Společnost

### Kultura
Ve Zruči se natáčel film Lásky jedné plavovlásky režiséra Miloše Formana, který byl nominován na Oskara jako cizojazyčný snímek. Film zvítězil v Cannes a získal Zlatou palmu, dále byl nominován na Zlatý globus. Zruč lze vidět i ve filmu Dědeček, Kylián a já.
V prostorách Zručského dvora bylo 19. září 2015 otevřeno Vodácké muzeum a v bývalém špýcharu byla otevřena expozice Příběh řeky Sázavy. Každý první víkend v srpnu se v areálu zručského zámku konají Historické slavnosti.

### Sport
Sport ve městě je sjednocen do TJ Jiskra Zruč nad Sázavou, který je rozdělen na jednotlivé oddíly (volejbal, házená, fotbal, tenis, nohejbal, stolní tenis a další). Populárním sportem je tu také házená, tenis a florbal. Většina sportů se koná v městské sportovní hale nebo na hřištích TJ Jiskra. Nově byl za sportovní halou také otevřen sportovní areál (tartanová dráha, umělá tráva, hřiště na hokejbal, fotbal, florbal, beachvolejbal atd.). Vedle areálu se nachází skatepark, workoutové a seniorské hřiště.

## Pamětihodnosti

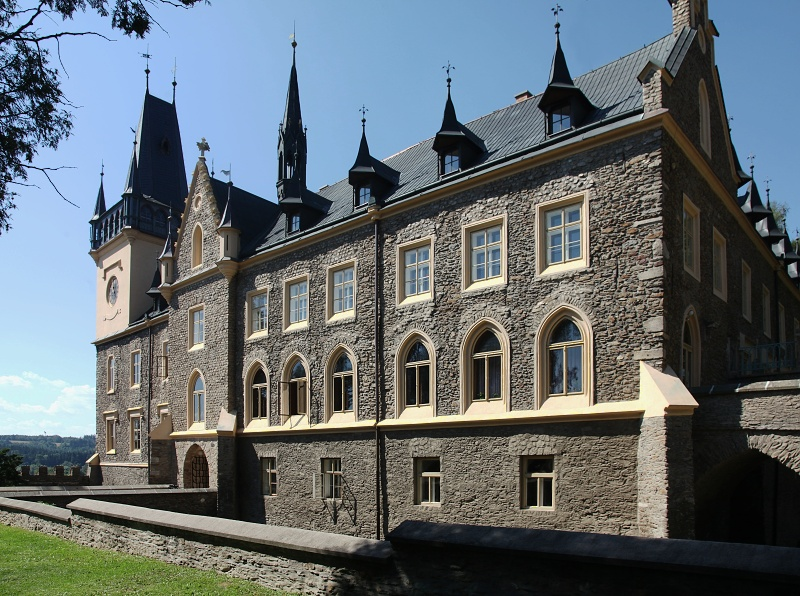
Zručský zámek

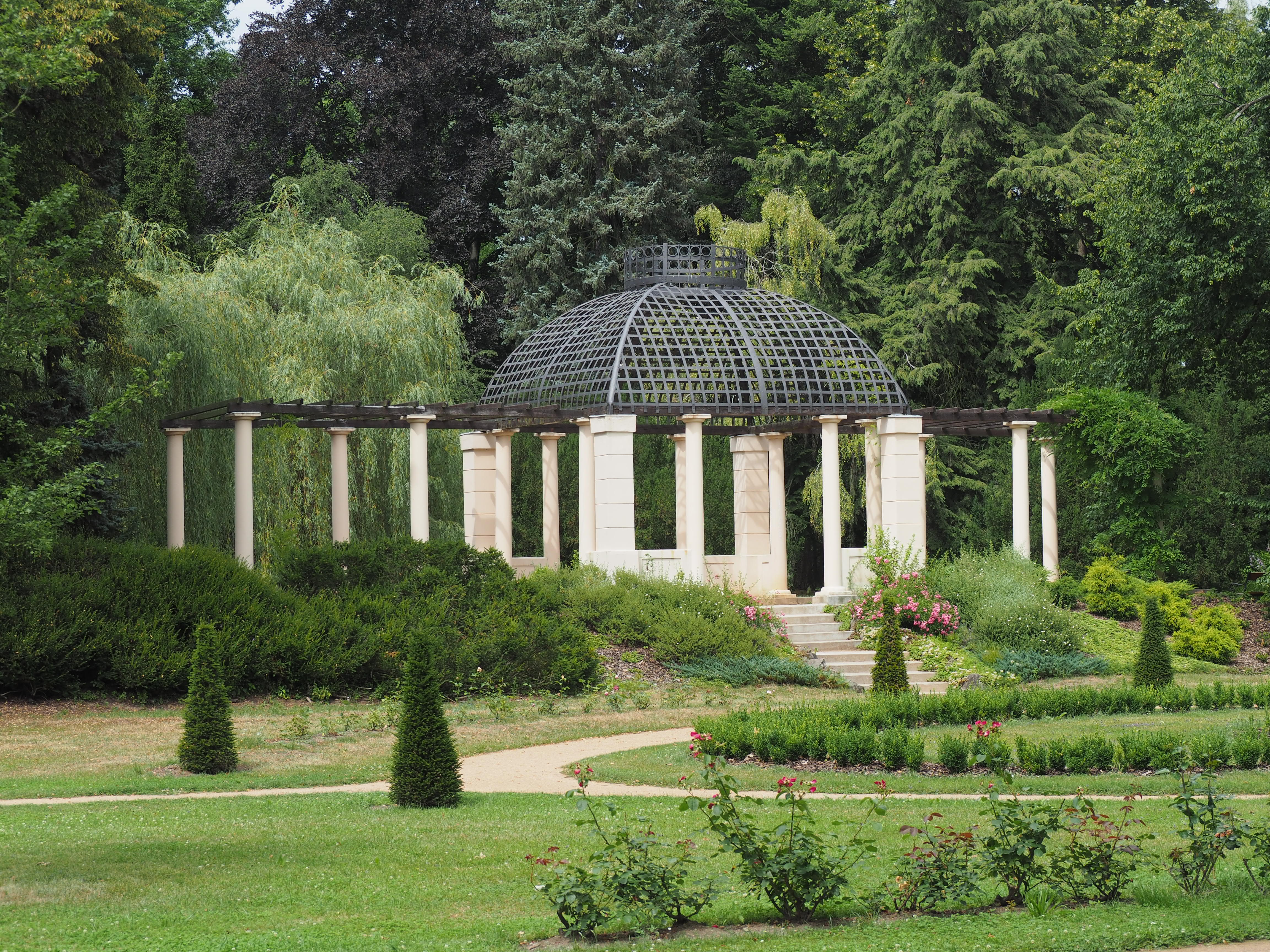
Zámecký park

- Zručský zámek – se svým parkem s velkou botanickou hodnotou patří k hojně navštěvovaným památkám ve středním Posázaví. Jeho historické kořeny sahají až do třináctého století. Prvním panským sídlem ve Zruči byl tzv. Starý zámek založený ve druhé polovině třináctého století. Stával asi 400 metrů západně od dochovaného zámku. Zručský zámek získal svou novogotickou podobu až na konci devatenáctého století. Ve svých zdech však obsahuje některé budovy původního hradu postaveného v první polovině čtrnáctého století, který byl později vybaven rozsáhlým a částečně dochovaným dělostřeleckým opevněním.[15] Jedním z pozůstatků opevnění je Kolowratská věž. Na zámku se opravilo podkroví, které slouží jako výstavní a koncertní sál. V místech, kde se vyskytoval městský úřad, je dnes prohlídkový okruh. Úřad se přestěhoval do levé části, kde sídlila donedávna Základní umělecká škola. Opraveny byly jak fasády, tak i samotný interiér. Zámek se dočkal i osvícení, takže je tato dominanta vidět i v nočních hodinách. V zámeckém příkopě vznikla naučná stezka rytíře Miloty pro malé děti. Součástí expozic ve zručském zámku je Království kostiček a panenek,[16] kde se vyskytují panenky až z Japonska, které městu věnovala japonská firma ASMO czech. V prostorách zámku se také nachází Regionální muzeum, které je zaměřené zejména na obuvnickou historii města. Lze zde zhlédnout dobové fotografie, ševcovské nástroje a udělat si obrázek o životě obyvatel města.[17] Součástí zámeckého parku je psí hřbitov, kde rod Schebků pohřbíval své lovecké psy. Podle historických záznamů bylo na psím hřbitově osm náhrobků, ale zbyly pouze dva. Uprostřed hřbitova stojí pomníček s králíkem a s loveckou brašnou.
- kostel Povýšení svatého Kříže
- kaple svatého Josefa
- pohřební kaple
- kostnice

## Turismus
- Vodácké muzeum[18]
- Rozhledna Babka

## Osobnosti
- Josef Kolb (1901–1982), mistr obuvnické výroby, filmový amatérský herec,[19]
- Jiří Pecháček (* 1943) dostihový jezdec,[20]
- Jiří Tondl (* 1950), fotograf